# 聖阿萊霍
聖阿萊霍（西班牙語：San Alejo），是薩爾瓦多的城鎮，位於該國東部，由拉烏尼翁省負責管轄，面積251.64平方公里，海拔高度189米，2007年人口17,598，人口密度每平方公里69.93人。
13°26′N 87°58′W / 13.433°N 87.967°W